# Borstel (Landkreis Diepholz)
Borstel (Plattdeutsch: Bössel) ist eine Gemeinde im Landkreis Diepholz in Niedersachsen. Sie gehört der Samtgemeinde Siedenburg an, die ihren Verwaltungssitz im Flecken Siedenburg hat.

## Geografie
Borstel liegt zwischen dem Naturpark Wildeshauser Geest und dem Naturpark Steinhuder Meer ungefähr in der Mitte zwischen Bremen und Minden, direkt an der B 214 zwischen Sulingen und Nienburg/Weser.
Im Uhrzeigersinn liegen die Nachbargemeinden Siedenburg, Staffhorst, Wietzen, Pennigsehl, Voigtei, Maasen.
Die vier Ortsteile der Gemeinde sind:
- Bockhop
- Borstel
- Campen
- Sieden (dazu zählt auch Schamwege)

Südöstlich von Borstel erstrecken sich drei Naturschutzgebiete:
- das 495 ha große Borsteler Moor
- das 825 ha große Siedener Moor
- das 633 ha große Hohe Moor.

## Geschichte
Erstmals wird die Gemeinde im Jahr 1302 urkundlich erwähnt.
Am 1. März 1974 wurden die Gemeinden Bockhop, Campen und Sieden eingegliedert.

## Politik

### Gemeinderat
Der Gemeinderat aus Borstel setzt sich aus 11 Ratsfrauen und Ratsherren zusammen. Die Ratsmitglieder werden durch eine Kommunalwahl für jeweils fünf Jahre gewählt. Die aktuelle Amtszeit begann am 1. November 2021 und endet am 31. Oktober 2026.
Bei der Kommunalwahl 2021 ergab sich folgende Sitzverteilung:
- Wählergemeinschaft Borstel: 10 Sitze
- Einzelbewerber Harry Brauer: 1 Sitz

### Bürgermeister
Der ehrenamtliche Bürgermeister Dieter Engelbart wurde erstmals 1996 gewählt. Am 4. November 2021 erfolgte seine sechste Wiederwahl.
bisherige Amtsinhaber
- 1996–heute: Dieter Engelbart

### Wappen
Blasonierung: Das Wappen der Gemeinde zeigt in schwarz einen goldenen, mit schwarzem Kesselhaken belegten Pfahl, in den Flanken je eine silberne Hellebarde mit goldenem Stiel, die Schneiden nach außen.

## Kultur und Sehenswürdigkeiten

### Bauwerke
In der  Liste der Baudenkmale in Borstel (Landkreis Diepholz)  sind 20 Baudenkmale aufgeführt, darunter:
- Die Holländerwindmühle Reina Roxana von 1864 ist nicht mehr in Betrieb, jedoch ein weit sichtbares Wahrzeichen des Ortes.[5]
- Die 1699 erstmals erwähnte St.-Nicolai-Kirche ist als einschiffige spätromanische Saalkirche das älteste noch erhaltene Gebäude Borstels.

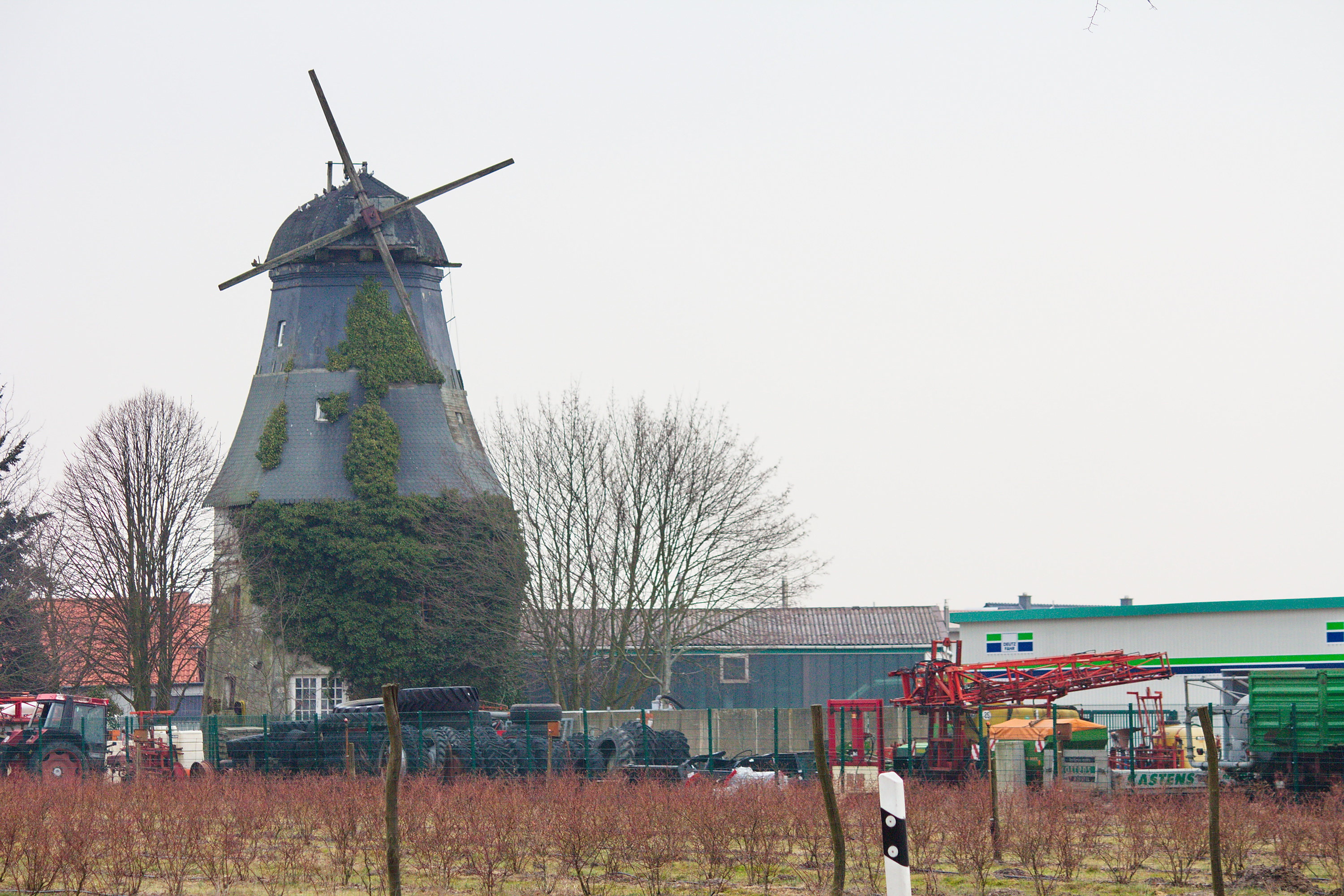
Holländerwindmühle Reina Roxana von 1864
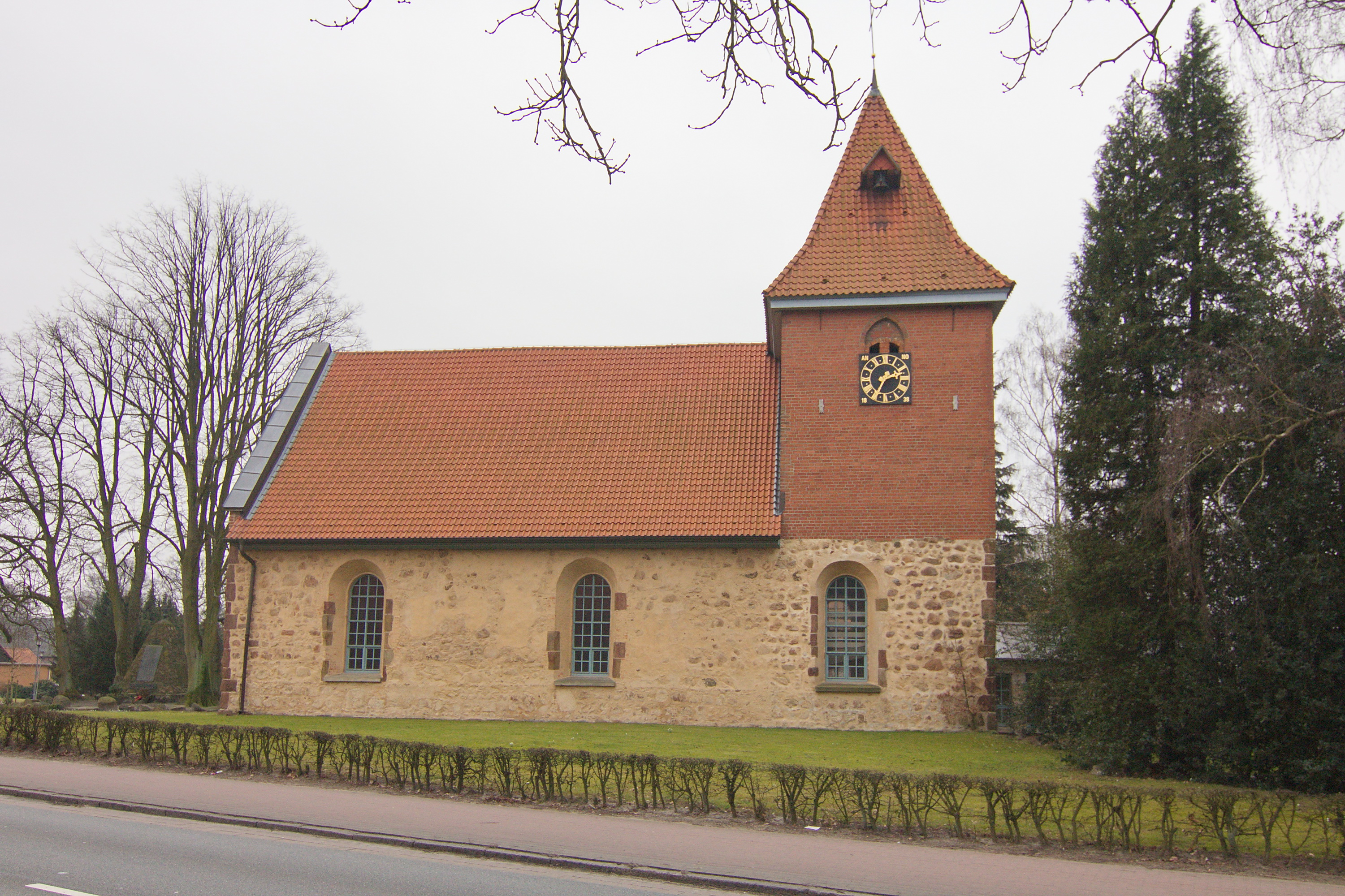
St.-Nicolai-Kirche
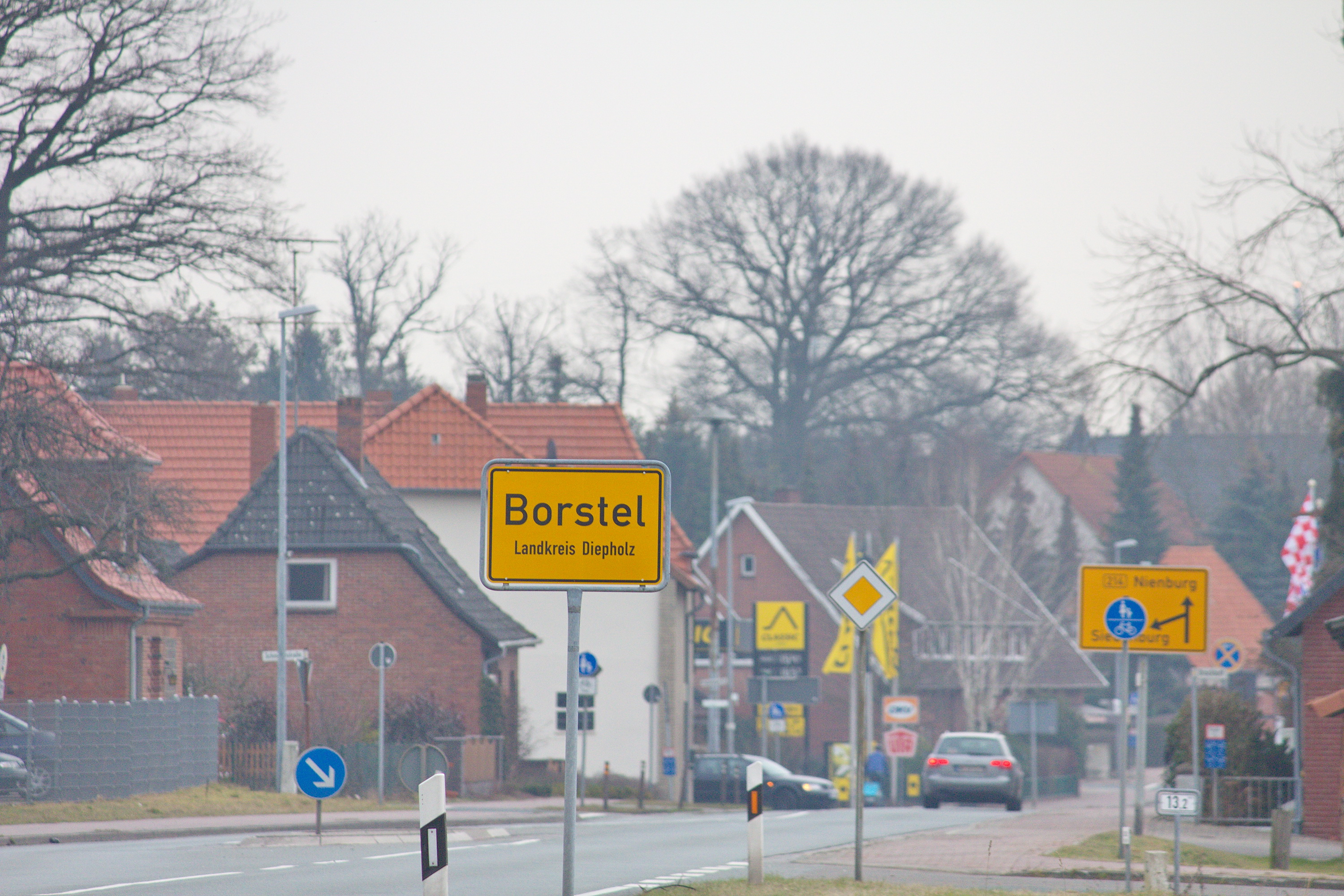
Ortseingangsschild
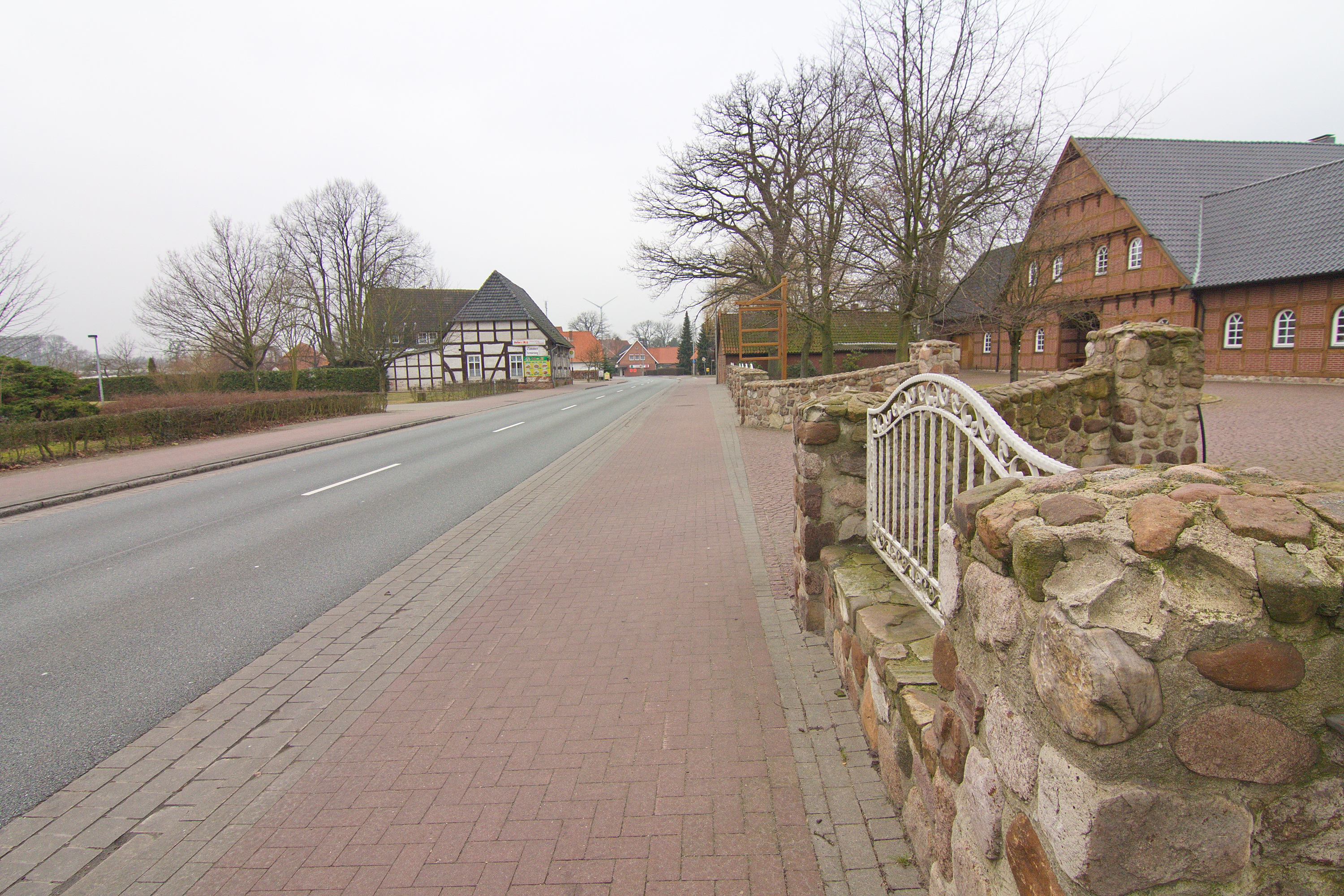
Ortsblick
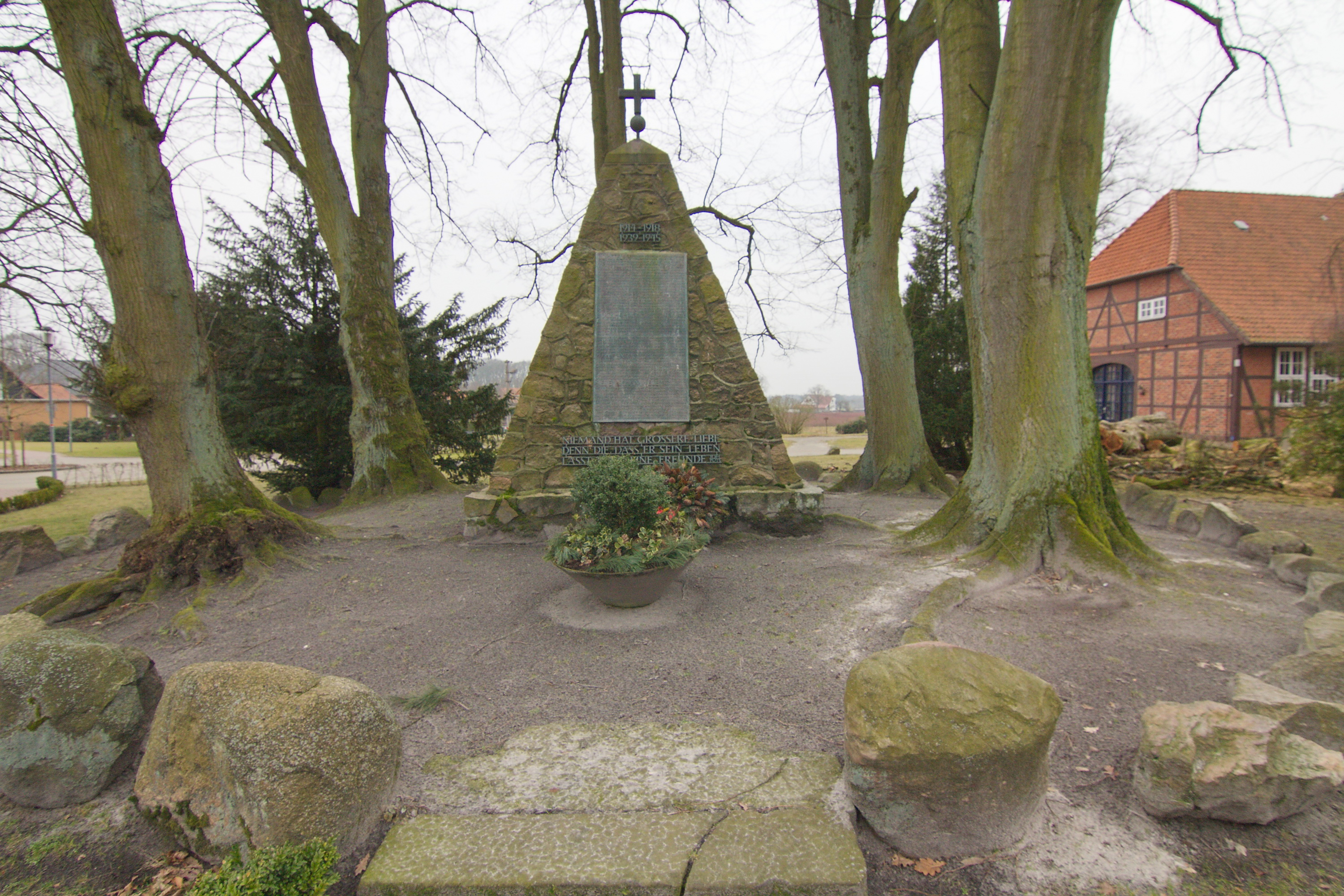
Kriegerdenkmal
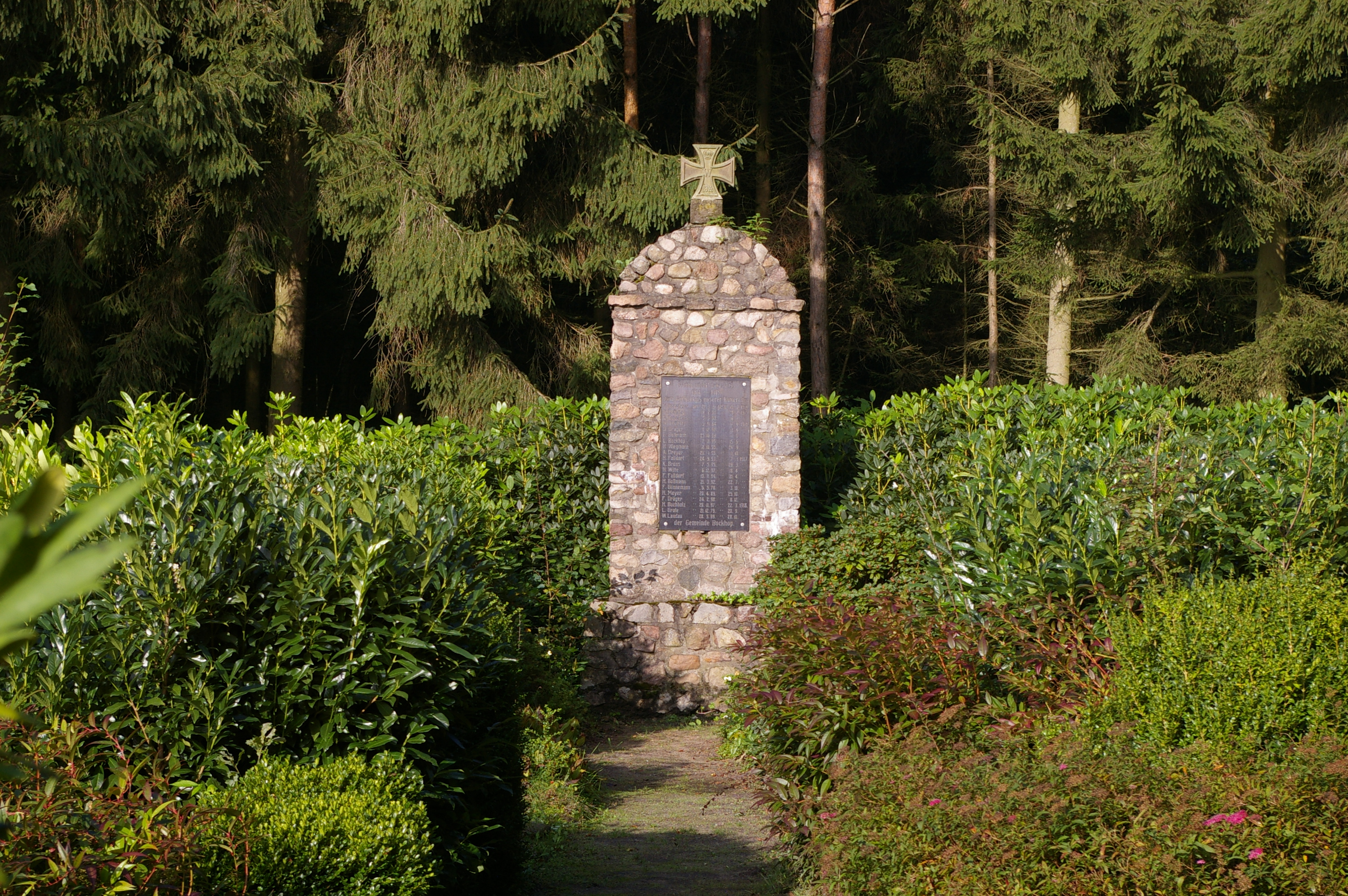
Kriegerdenkmal in Bockhop

## Wirtschaft und Infrastruktur
Die Gemeinde liegt direkt an der Bundesstraße 214, die von Diepholz nach Nienburg/Weser führt. Die Ludolf-Wilhelm-Fricke-Schule Borstel wurde nach dem Pastor Ludolf Wilhelm Fricke benannt.

## Persönlichkeiten

### Söhne und Töchter der Gemeinde
- Georg Bühler (1837–1898), Indologe, Hochschullehrer und Publizist

## Sonstiges
- Im Jahr 2016 fand das Kreisjugendfeuerwehr-Zeltlager des Landkreises Diepholz zum ersten Mal in Borstel statt.[6]